# Eleições legislativas portuguesas de 2015 no distrito de Lisboa
| Eleições legislativas portuguesas de 2015 Distritos: Aveiro \| Beja \| Braga \| Bragança \| Castelo Branco \| Coimbra \| Évora \| Faro \| Guarda \| Leiria \| Lisboa \| Portalegre \| Porto \| Santarém \| Setúbal \| Viana do Castelo \| Vila Real \| Viseu \| Açores \| Madeira \| Estrangeiro |

## Resultados por concelho
Os resultados nos concelhos do Distrito de Lisboa foram os seguintes:

### Alenquer
| Partido                 | Partido                        | Votos  | %               | +/-   |
| ----------------------- | ------------------------------ | ------ | --------------- | ----- |
|                         | Partido Socialista             | 7 215  | 34,88 / 100,00  | 3,41  |
|                         | Portugal à Frente              | 6 030  | 29,15 / 100,00  | 10,64 |
|                         | Coligação Democrática Unitária | 2 947  | 14,25 / 100,00  | 1,64  |
|                         | Bloco de Esquerda              | 2 303  | 11,13 / 100,00  | 5,21  |
|                         | PCTP/MRPP                      | 304    | 1,47 / 100,00   | 0,55  |
|                         | Pessoas–Animais–Natureza       | 266    | 1,29 / 100,00   | 0,36  |
|                         | Outros                         | 846    | 4,09 / 100,00   |       |
| Votos Inválidos         | Votos Inválidos                | 772    | 3,73 / 100,00   | 0,57  |
| Total                   | Total                          | 20 683 | 100,00 / 100,00 |       |
| Eleitorado/Participação | Eleitorado/Participação        | 34 619 | 59,74 / 100,00  | 2,24  |

| Freguesia                                  | %     | %     | %     | %     | %    | %    | Votantes |
| Freguesia                                  | PS    | PÀF   | CDU   | BE    | PCTP | PAN  | Votantes |
| ------------------------------------------ | ----- | ----- | ----- | ----- | ---- | ---- | -------- |
| Abrigada e Cabanas de Torres               | 36,16 | 24,74 | 18,47 | 9,99  | 1,25 | 1,30 | 2 312    |
| Aldeia Galega da Merceana e Aldeia Gavinha | 36,47 | 32,46 | 16,43 | 6,01  | 1,20 | 1,00 | 1 497    |
| Alenquer (Santo Estêvão e Triana)          | 33,23 | 30,42 | 13,10 | 11,53 | 1,65 | 1,37 | 5 404    |
| Carnota                                    | 36,15 | 30,01 | 13,67 | 8,57  | 1,74 | 1,16 | 863      |
| Carregado e Cadafais                       | 30,06 | 27,44 | 15,55 | 15,28 | 1,50 | 1,76 | 5 339    |
| Meca                                       | 41,69 | 26,05 | 15,54 | 8,36  | 1,61 | 0,43 | 933      |
| Olhalvo                                    | 40,60 | 31,03 | 12,77 | 7,71  | 1,15 | 0,35 | 1 128    |
| Ota                                        | 32,18 | 31,60 | 14,86 | 12,12 | 0,58 | 1,88 | 693      |
| Ribafria e Pereiro de Palhacana            | 40,26 | 27,31 | 12,82 | 10,51 | 2,18 | 0,77 | 780      |
| Ventosa                                    | 40,88 | 34,14 | 7,87  | 7,69  | 1,30 | 1,12 | 1 157    |
| Vila Verde dos Francos                     | 45,58 | 31,89 | 6,07  | 8,49  | 1,56 | 0,52 | 577      |
| Alenquer                                   | 34,88 | 29,15 | 14,25 | 11,13 | 1,47 | 1,29 | 20 683   |

### Amadora
| Partido                 | Partido                         | Votos   | %               | +/-   |
| ----------------------- | ------------------------------- | ------- | --------------- | ----- |
|                         | Partido Socialista              | 31 728  | 37,49 / 100,00  | 5,90  |
|                         | Portugal à Frente               | 24 040  | 28,41 / 100,00  | 13,49 |
|                         | Bloco de Esquerda               | 9 763   | 11,54 / 100,00  | 5,59  |
|                         | Coligação Democrática Unitária  | 9 500   | 11,23 / 100,00  | 0,03  |
|                         | Pessoas–Animais–Natureza        | 1 671   | 1,97 / 100,00   | 0,59  |
|                         | Partido Democrático Republicano | 913     | 1,08 / 100,00   | Novo  |
|                         | PCTP/MRPP                       | 895     | 1,06 / 100,00   | 0,27  |
|                         | Outros                          | 3 229   | 3,81 / 100,00   |       |
| Votos Inválidos         | Votos Inválidos                 | 2 893   | 3,42 / 100,00   | 0,54  |
| Total                   | Total                           | 84 632  | 100,00 / 100,00 |       |
| Eleitorado/Participação | Eleitorado/Participação         | 143 634 | 58,92 / 100,00  | 2,23  |

| Freguesia             | %     | %     | %     | %     | %    | %    | %    | Votantes |
| Freguesia             | PS    | PÀF   | BE    | CDU   | PAN  | PDR  | PCTP | Votantes |
| --------------------- | ----- | ----- | ----- | ----- | ---- | ---- | ---- | -------- |
| Águas Livres          | 39,32 | 27,52 | 11,29 | 10,79 | 1,83 | 1,10 | 1,01 | 18 188   |
| Alfragide             | 32,75 | 37,23 | 11,00 | 7,96  | 1,90 | 0,80 | 0,81 | 8 630    |
| Encosta do Sol        | 39,95 | 25,49 | 11,52 | 11,73 | 1,98 | 0,84 | 1,25 | 12 757   |
| Falagueira-Venda Nova | 39,08 | 24,65 | 11,63 | 14,21 | 1,87 | 1,01 | 1,23 | 11 122   |
| Mina de Água          | 35,00 | 28,25 | 12,59 | 11,29 | 2,17 | 1,50 | 1,15 | 20 584   |
| Venteira              | 38,23 | 30,04 | 10,54 | 10,88 | 2,01 | 0,87 | 0,81 | 13 351   |
| Amadora               | 37,49 | 28,41 | 11,54 | 11,23 | 1,97 | 1,08 | 1,06 | 84 632   |

### Arruda dos Vinhos
| Partido                 | Partido                         | Votos  | %               | +/-   |
| ----------------------- | ------------------------------- | ------ | --------------- | ----- |
|                         | Portugal à Frente               | 2 305  | 34,76 / 100,00  | 12,66 |
|                         | Partido Socialista              | 2 198  | 33,14 / 100,00  | 5,45  |
|                         | Bloco de Esquerda               | 772    | 11,64 / 100,00  | 6,58  |
|                         | Coligação Democrática Unitária  | 652    | 9,83 / 100,00   | 0,13  |
|                         | Pessoas–Animais–Natureza        | 98     | 1,48 / 100,00   | 0,63  |
|                         | PCTP/MRPP                       | 90     | 1,36 / 100,00   | 0,11  |
|                         | Partido Democrático Republicano | 75     | 1,13 / 100,00   | Novo  |
|                         | Outros                          | 194    | 2,92 / 100,00   |       |
| Votos Inválidos         | Votos Inválidos                 | 248    | 3,74 / 100,00   | 0,88  |
| Total                   | Total                           | 6 632  | 100,00 / 100,00 |       |
| Eleitorado/Participação | Eleitorado/Participação         | 10 562 | 62,79 / 100,00  | 0,05  |

| Freguesia           | %     | %     | %     | %     | %    | %    | %    | Votantes |
| Freguesia           | PÀF   | PS    | BE    | CDU   | PAN  | PCTP | PDR  | Votantes |
| ------------------- | ----- | ----- | ----- | ----- | ---- | ---- | ---- | -------- |
| Arranhó             | 43,03 | 34,91 | 7,72  | 6,86  | 0,79 | 1,26 | 1,02 | 1 269    |
| Arruda dos Vinhos   | 33,30 | 32,04 | 12,92 | 10,18 | 1,80 | 1,47 | 1,22 | 4 273    |
| Cardosas            | 35,31 | 32,10 | 9,14  | 16,30 | 0,99 | 0,25 | 0,74 | 405      |
| Santiago dos Velhos | 28,18 | 37,37 | 12,41 | 9,34  | 1,02 | 1,46 | 1,02 | 685      |
| Arruda dos Vinhos   | 34,76 | 33,14 | 11,64 | 9,83  | 1,48 | 1,36 | 1,13 | 6 632    |

### Azambuja
| Partido                 | Partido                         | Votos  | %               | +/-   |
| ----------------------- | ------------------------------- | ------ | --------------- | ----- |
|                         | Partido Socialista              | 3 706  | 35,97 / 100,00  | 4,62  |
|                         | Portugal à Frente               | 2 407  | 23,36 / 100,00  | 12,38 |
|                         | Coligação Democrática Unitária  | 1 611  | 15,64 / 100,00  | 0,48  |
|                         | Bloco de Esquerda               | 1 404  | 13,63 / 100,00  | 6,32  |
|                         | PCTP/MRPP                       | 206    | 2,00 / 100,00   | 0,21  |
|                         | Pessoas–Animais–Natureza        | 133    | 1,29 / 100,00   | 0,23  |
|                         | Partido Democrático Republicano | 119    | 1,16 / 100,00   | Novo  |
|                         | Outros                          | 349    | 3,37 / 100,00   |       |
| Votos Inválidos         | Votos Inválidos                 | 367    | 3,56 / 100,00   | 1,00  |
| Total                   | Total                           | 10 302 | 100,00 / 100,00 |       |
| Eleitorado/Participação | Eleitorado/Participação         | 17 516 | 58,81 / 100,00  | 1,16  |

| Freguesia                                          | %     | %     | %     | %     | %    | %    | %    | Votantes |
| Freguesia                                          | PS    | PÀF   | CDU   | BE    | PCTP | PAN  | PDR  | Votantes |
| -------------------------------------------------- | ----- | ----- | ----- | ----- | ---- | ---- | ---- | -------- |
| Alcoentre                                          | 39,19 | 26,84 | 11,43 | 10,97 | 1,07 | 0,92 | 1,46 | 1 304    |
| Aveiras de Baixo                                   | 32,02 | 24,96 | 17,49 | 12,55 | 2,12 | 1,41 | 1,27 | 709      |
| Aveiras de Cima                                    | 38,07 | 18,83 | 18,13 | 14,34 | 2,78 | 1,20 | 0,79 | 2 162    |
| Azambuja                                           | 33,07 | 25,82 | 14,42 | 14,87 | 1,75 | 1,59 | 1,10 | 3 834    |
| Manique do Intendente, V.N. de São Pedro e Maçussa | 36,82 | 22,27 | 18,71 | 10,38 | 2,12 | 0,98 | 1,14 | 1 320    |
| Vale do Paraíso                                    | 39,96 | 17,95 | 16,02 | 16,80 | 2,32 | 0,77 | 1,35 | 518      |
| Vila Nova da Rainha                                | 40,44 | 21,10 | 13,85 | 14,95 | 2,20 | 1,54 | 2,20 | 455      |
| Azambuja                                           | 35,97 | 23,36 | 15,64 | 13,63 | 2,00 | 1,29 | 1,16 | 10 302   |

### Cadaval
| Partido                 | Partido                         | Votos  | %               | +/-   |
| ----------------------- | ------------------------------- | ------ | --------------- | ----- |
|                         | Portugal à Frente               | 2 887  | 40,57 / 100,00  | 12,75 |
|                         | Partido Socialista              | 2 472  | 34,74 / 100,00  | 5,23  |
|                         | Bloco de Esquerda               | 604    | 8,49 / 100,00   | 5,03  |
|                         | Coligação Democrática Unitária  | 405    | 5,69 / 100,00   | 0,87  |
|                         | Pessoas–Animais–Natureza        | 87     | 1,22 / 100,00   | 0,31  |
|                         | Partido Democrático Republicano | 81     | 1,14 / 100,00   | Novo  |
|                         | PCTP/MRPP                       | 72     | 1,01 / 100,00   | 0,01  |
|                         | Outros                          | 196    | 2,76 / 100,00   |       |
| Votos Inválidos         | Votos Inválidos                 | 312    | 4,39 / 100,00   | 0,02  |
| Total                   | Total                           | 7 116  | 100,00 / 100,00 |       |
| Eleitorado/Participação | Eleitorado/Participação         | 12 382 | 57,47 / 100,00  | 1,82  |

| Freguesia            | %     | %     | %     | %    | %    | %    | %    | Votantes |
| Freguesia            | PÀF   | PS    | BE    | CDU  | PAN  | PDR  | PCTP | Votantes |
| -------------------- | ----- | ----- | ----- | ---- | ---- | ---- | ---- | -------- |
| Alguber              | 38,13 | 41,18 | 6,97  | 5,23 | 0,87 | 1,09 | 1,74 | 459      |
| Cadaval e Pero Moniz | 39,29 | 33,03 | 10,11 | 5,97 | 1,67 | 0,80 | 1,09 | 1 741    |
| Lamas e Cercal       | 33,47 | 41,28 | 8,65  | 5,38 | 1,27 | 1,37 | 1,21 | 1 897    |
| Painho e Figueiros   | 45,37 | 33,87 | 6,50  | 6,71 | 0,64 | 1,49 | 0,43 | 939      |
| Peral                | 41,39 | 30,53 | 10,25 | 7,79 | 0,20 | 0,41 | 1,84 | 488      |
| Vermelha             | 44,38 | 35,30 | 5,91  | 5,04 | 1,59 | 0,72 | 0,86 | 694      |
| Vilar                | 50,89 | 23,72 | 8,91  | 4,34 | 1,34 | 1,67 | 0,33 | 898      |
| Cadaval              | 40,57 | 34,74 | 8,49  | 5,69 | 1,22 | 1,14 | 1,01 | 7 116    |

### Cascais
| Partido                 | Partido                        | Votos   | %               | +/-   |
| ----------------------- | ------------------------------ | ------- | --------------- | ----- |
|                         | Portugal à Frente              | 45 213  | 43,70 / 100,00  | 13,82 |
|                         | Partido Socialista             | 29 524  | 28,54 / 100,00  | 6,16  |
|                         | Bloco de Esquerda              | 10 619  | 10,26 / 100,00  | 5,21  |
|                         | Coligação Democrática Unitária | 7 091   | 6,85 / 100,00   | 0,34  |
|                         | Pessoas–Animais–Natureza       | 2 220   | 2,15 / 100,00   | 0,55  |
|                         | LIVRE/Tempo de Avançar         | 1 243   | 1,20 / 100,00   | Novo  |
|                         | Outros                         | 4 144   | 4,00 / 100,00   |       |
| Votos Inválidos         | Votos Inválidos                | 3 400   | 3,28 / 100,00   | 0,29  |
| Total                   | Total                          | 103 454 | 100,00 / 100,00 |       |
| Eleitorado/Participação | Eleitorado/Participação        | 174 361 | 59,33 / 100,00  | 2,11  |

| Freguesia            | %     | %     | %     | %    | %    | %    | Votantes |
| Freguesia            | PÀF   | PS    | BE    | CDU  | PAN  | L    | Votantes |
| -------------------- | ----- | ----- | ----- | ---- | ---- | ---- | -------- |
| Alcabideche          | 42,03 | 28,97 | 10,99 | 7,16 | 2,09 | 0,69 | 18 798   |
| Carcavelos e Parede  | 43,63 | 29,39 | 10,22 | 6,06 | 2,08 | 1,79 | 25 006   |
| Cascais e Estoril    | 52,66 | 24,62 | 8,41  | 4,96 | 2,01 | 1,12 | 32 189   |
| São Domingos de Rana | 34,42 | 32,06 | 11,98 | 9,59 | 2,41 | 1,10 | 27 461   |
| Cascais              | 43,70 | 28,54 | 10,26 | 6,85 | 2,15 | 1,20 | 103 454  |

### Lisboa
| Partido                 | Partido                        | Votos   | %               | +/-   |
| ----------------------- | ------------------------------ | ------- | --------------- | ----- |
|                         | Portugal à Frente              | 116 578 | 37,47 / 100,00  | 13,48 |
|                         | Partido Socialista             | 108 143 | 34,76 / 100,00  | 8,21  |
|                         | Bloco de Esquerda              | 29 105  | 9,35 / 100,00   | 3,77  |
|                         | Coligação Democrática Unitária | 24 476  | 7,87 / 100,00   | 0,40  |
|                         | LIVRE/Tempo de Avançar         | 6 362   | 2,04 / 100,00   | Novo  |
|                         | Pessoas–Animais–Natureza       | 5 947   | 1,91 / 100,00   | 0,38  |
|                         | Outros                         | 11 180  | 3,59 / 100,00   |       |
| Votos Inválidos         | Votos Inválidos                | 9 330   | 3,00 / 100,00   | 0,61  |
| Total                   | Total                          | 311 121 | 100,00 / 100,00 |       |
| Eleitorado/Participação | Eleitorado/Participação        | 496 743 | 62,63 / 100,00  | 0,09  |

| Freguesia               | %     | %     | %     | %     | %    | %    | Votantes |
| Freguesia               | PÀF   | PS    | BE    | CDU   | L    | PAN  | Votantes |
| ----------------------- | ----- | ----- | ----- | ----- | ---- | ---- | -------- |
| Ajuda                   | 24,64 | 43,10 | 9,67  | 12,93 | 1,46 | 1,75 | 8 232    |
| Alcântara               | 31,95 | 37,09 | 9,87  | 10,62 | 1,98 | 2,05 | 7 577    |
| Alvalade                | 46,30 | 29,52 | 8,05  | 5,68  | 2,13 | 2,11 | 19 621   |
| Areeiro                 | 46,51 | 29,57 | 8,54  | 4,73  | 2,68 | 1,73 | 12 955   |
| Arroios                 | 36,13 | 33,32 | 10,72 | 7,25  | 3,35 | 2,55 | 16 961   |
| Avenidas Novas          | 50,53 | 28,63 | 7,04  | 4,84  | 2,27 | 1,56 | 14 447   |
| Beato                   | 25,59 | 40,99 | 10,27 | 12,04 | 1,25 | 1,87 | 6 726    |
| Belém                   | 49,49 | 28,67 | 7,16  | 5,56  | 1,87 | 1,59 | 9 956    |
| Benfica                 | 34,87 | 37,28 | 9,82  | 8,01  | 1,65 | 1,90 | 21 802   |
| Campo de Ourique        | 40,40 | 32,67 | 9,05  | 7,23  | 2,49 | 2,18 | 13 553   |
| Campolide               | 35,73 | 36,33 | 9,81  | 8,13  | 1,49 | 1,90 | 8 071    |
| Carnide                 | 34,47 | 35,46 | 9,59  | 9,59  | 1,49 | 1,55 | 10 853   |
| Estrela                 | 49,43 | 28,16 | 7,17  | 6,40  | 2,16 | 1,40 | 11 374   |
| Lumiar                  | 43,77 | 32,21 | 8,40  | 5,44  | 2,07 | 1,73 | 26 442   |
| Marvila                 | 21,60 | 42,21 | 12,18 | 11,94 | 0,88 | 1,96 | 18 616   |
| Misericórdia            | 33,51 | 35,84 | 10,29 | 8,33  | 3,75 | 2,27 | 6 990    |
| Olivais                 | 29,52 | 39,36 | 10,18 | 10,50 | 1,39 | 2,00 | 19 666   |
| Parque das Nações       | 40,36 | 34,63 | 9,12  | 5,78  | 1,86 | 1,85 | 10 962   |
| Penha de França         | 30,10 | 37,80 | 11,49 | 9,58  | 2,54 | 1,77 | 15 042   |
| Santa Clara             | 29,19 | 39,46 | 9,63  | 10,14 | 1,48 | 2,00 | 9 976    |
| Santa Maria Maior       | 28,00 | 39,24 | 10,16 | 11,24 | 2,78 | 1,93 | 5 897    |
| Santo António           | 43,26 | 29,78 | 9,04  | 6,36  | 3,81 | 1,96 | 7 300    |
| São Domingos de Benfica | 44,41 | 32,84 | 7,78  | 5,51  | 1,96 | 1,57 | 20 427   |
| São Vicente             | 27,74 | 38,94 | 11,39 | 10,28 | 2,98 | 1,86 | 7 676    |
| Lisboa                  | 37,47 | 34,76 | 9,35  | 7,87  | 2,04 | 1,91 | 311 121  |

### Loures
| Partido                 | Partido                        | Votos   | %               | +/-   |
| ----------------------- | ------------------------------ | ------- | --------------- | ----- |
|                         | Partido Socialista             | 36 598  | 35,57 / 100,00  | 4,45  |
|                         | Portugal à Frente              | 28 578  | 27,77 / 100,00  | 12,16 |
|                         | Coligação Democrática Unitária | 15 776  | 15,33 / 100,00  | 1,39  |
|                         | Bloco de Esquerda              | 10 811  | 10,51 / 100,00  | 5,24  |
|                         | Pessoas–Animais–Natureza       | 1 775   | 1,73 / 100,00   | 0,42  |
|                         | PCTP/MRPP                      | 1 311   | 1,27 / 100,00   | 0,23  |
|                         | Outros                         | 4 511   | 4,39 / 100,00   |       |
| Votos Inválidos         | Votos Inválidos                | 3 533   | 3,43 / 100,00   | 0,72  |
| Total                   | Total                          | 102 893 | 100,00 / 100,00 |       |
| Eleitorado/Participação | Eleitorado/Participação        | 165 382 | 62,22 / 100,00  | 1,56  |

| Freguesia                                         | %     | %     | %     | %     | %    | %    | Votantes |
| Freguesia                                         | PS    | PÀF   | CDU   | BE    | PAN  | PCTP | Votantes |
| ------------------------------------------------- | ----- | ----- | ----- | ----- | ---- | ---- | -------- |
| Bucelas                                           | 36,95 | 22,13 | 18,13 | 11,87 | 1,49 | 1,86 | 2 476    |
| Camarate, Unhos e Apelação                        | 38,27 | 23,20 | 16,82 | 9,95  | 1,78 | 1,87 | 14 843   |
| Fanhões                                           | 33,68 | 28,41 | 18,21 | 8,51  | 1,62 | 1,90 | 1 422    |
| Loures                                            | 31,50 | 32,23 | 13,48 | 11,50 | 1,77 | 1,19 | 15 006   |
| Lousa                                             | 27,72 | 34,44 | 14,28 | 12,48 | 1,54 | 0,96 | 1 562    |
| Moscavide e Portela                               | 36,03 | 37,30 | 8,74  | 8,19  | 1,53 | 0,81 | 12 810   |
| Sacavém e Prior Velho                             | 38,66 | 25,96 | 15,20 | 9,95  | 1,85 | 1,11 | 12 361   |
| Santa Iria de Azoia, São João da Talha e Bobadela | 34,83 | 24,40 | 19,55 | 10,48 | 1,59 | 1,38 | 24 708   |
| Santo Antão e São Julião do Tojal                 | 35,73 | 23,56 | 21,29 | 9,30  | 1,23 | 1,58 | 4 053    |
| Santo António dos Cavaleiros e Frielas            | 36,01 | 28,11 | 11,96 | 12,83 | 2,16 | 0,89 | 13 652   |
| Loures                                            | 35,57 | 27,77 | 15,33 | 10,51 | 1,73 | 1,27 | 102 893  |

### Lourinhã
| Partido                 | Partido                        | Votos  | %               | +/-     |
| ----------------------- | ------------------------------ | ------ | --------------- | ------- |
|                         | Portugal à Frente              | 6 705  | 51,56 / 100,00  | 11,04   |
|                         | Partido Socialista             | 3 067  | 23,59 / 100,00  | 4,10    |
|                         | Bloco de Esquerda              | 1 206  | 9,27 / 100,00   | 4,68    |
|                         | Coligação Democrática Unitária | 605    | 4,65 / 100,00   | 0,78    |
|                         | Pessoas–Animais–Natureza       | 170    | 1,31 / 100,00   | 0,21    |
|                         | Outros                         | 640    | 4,92 / 100,00   |         |
| Votos Inválidos         | Votos Inválidos                | 611    | 4,70 / 100,00   | Estável |
| Total                   | Total                          | 13 004 | 100,00 / 100,00 |         |
| Eleitorado/Participação | Eleitorado/Participação        | 22 981 | 56,59 / 100,00  | 4,21    |

| Freguesia                           | %     | %     | %     | %    | %    | Votantes |
| Freguesia                           | PÀF   | PS    | BE    | CDU  | PAN  | Votantes |
| ----------------------------------- | ----- | ----- | ----- | ---- | ---- | -------- |
| Lourinhã e Atalaia                  | 47,45 | 25,28 | 11,09 | 5,15 | 1,44 | 5 981    |
| Miragaia e Marteleira               | 51,88 | 25,88 | 8,97  | 3,97 | 1,03 | 1 839    |
| Moita dos Ferreiros                 | 67,29 | 16,82 | 5,45  | 3,13 | 1,16 | 862      |
| Reguengo Grande                     | 43,90 | 27,43 | 7,82  | 7,96 | 1,10 | 729      |
| Ribamar                             | 61,27 | 18,40 | 5,80  | 3,31 | 1,01 | 1 087    |
| Santa Bárbara                       | 60,40 | 19,01 | 6,93  | 3,47 | 1,19 | 1 010    |
| São Bartolomeu dos Galegos e Moledo | 50,20 | 23,82 | 7,94  | 5,25 | 1,21 | 743      |
| Vimeiro                             | 48,34 | 21,91 | 10,89 | 3,85 | 1,99 | 753      |
| Lourinhã                            | 51,56 | 23,59 | 9,27  | 4,65 | 1,31 | 13 004   |

### Mafra
| Partido                 | Partido                         | Votos  | %               | +/-   |
| ----------------------- | ------------------------------- | ------ | --------------- | ----- |
|                         | Portugal à Frente               | 15 435 | 40,87 / 100,00  | 12,42 |
|                         | Partido Socialista              | 10 505 | 27,81 / 100,00  | 3,97  |
|                         | Bloco de Esquerda               | 4 284  | 11,34 / 100,00  | 5,80  |
|                         | Coligação Democrática Unitária  | 2 647  | 7,01 / 100,00   | 0,95  |
|                         | Pessoas–Animais–Natureza        | 789    | 2,09 / 100,00   | 0,59  |
|                         | Partido Democrático Republicano | 421    | 1,11 / 100,00   | Novo  |
|                         | LIVRE/Tempo de Avançar          | 380    | 1,01 / 100,00   | Novo  |
|                         | Outros                          | 1 577  | 4,18 / 100,00   |       |
| Votos Inválidos         | Votos Inválidos                 | 1 731  | 4,59 / 100,00   | 0,70  |
| Total                   | Total                           | 37 769 | 100,00 / 100,00 |       |
| Eleitorado/Participação | Eleitorado/Participação         | 61 673 | 61,24 / 100,00  | 2,62  |

| Freguesia                                        | %     | %     | %     | %    | %    | %    | %    | Votantes |
| Freguesia                                        | PÀF   | PS    | BE    | CDU  | PAN  | PDR  | L    | Votantes |
| ------------------------------------------------ | ----- | ----- | ----- | ---- | ---- | ---- | ---- | -------- |
| Azueira e Sobral da Abelheira                    | 39,71 | 34,98 | 7,68  | 5,45 | 1,45 | 1,18 | 0,55 | 2 201    |
| Carvoeira                                        | 37,27 | 25,02 | 14,91 | 9,49 | 2,22 | 1,15 | 1,60 | 1 127    |
| Encarnação                                       | 59,10 | 17,46 | 7,86  | 3,82 | 1,91 | 0,74 | 0,61 | 2 303    |
| Enxara do Bispo, Gradil e Vila Franca do Rosário | 38,78 | 32,37 | 9,87  | 7,33 | 1,33 | 0,98 | 0,92 | 1 733    |
| Ericeira                                         | 38,22 | 29,18 | 12,86 | 7,05 | 2,49 | 1,07 | 1,15 | 5 024    |
| Igreja Nova e Cheleiros                          | 45,59 | 28,39 | 8,21  | 5,69 | 1,77 | 1,40 | 0,37 | 2 145    |
| Mafra                                            | 37,62 | 28,03 | 13,34 | 7,27 | 2,23 | 1,23 | 1,48 | 8 897    |
| Malveira e São Miguel de Alcainça                | 39,20 | 27,94 | 12,20 | 8,13 | 1,65 | 1,27 | 0,97 | 3 704    |
| Milharado                                        | 40,73 | 26,61 | 10,87 | 7,37 | 2,27 | 1,12 | 0,98 | 3 570    |
| Santo Isidoro                                    | 44,93 | 27,01 | 9,48  | 5,38 | 2,10 | 0,86 | 0,62 | 2 099    |
| Venda do Pinheiro e Santo Estêvão das Galés      | 40,56 | 27,57 | 11,01 | 8,16 | 2,38 | 1,01 | 0,77 | 4 966    |
| Mafra                                            | 40,87 | 27,81 | 11,34 | 7,01 | 2,09 | 1,11 | 1,01 | 37 769   |

### Odivelas
| Partido                 | Partido                        | Votos   | %               | +/-   |
| ----------------------- | ------------------------------ | ------- | --------------- | ----- |
|                         | Partido Socialista             | 26 435  | 35,79 / 100,00  | 4,63  |
|                         | Portugal à Frente              | 23 109  | 31,28 / 100,00  | 13,04 |
|                         | Bloco de Esquerda              | 8 548   | 11,57 / 100,00  | 5,85  |
|                         | Coligação Democrática Unitária | 7 261   | 9,83 / 100,00   | 0,52  |
|                         | Pessoas–Animais–Natureza       | 1 502   | 2,03 / 100,00   | 0,71  |
|                         | PCTP/MRPP                      | 789     | 1,07 / 100,00   | 0,23  |
|                         | Outros                         | 3 570   | 4,83 / 100,00   |       |
| Votos Inválidos         | Votos Inválidos                | 2 653   | 3,59 / 100,00   | 0,64  |
| Total                   | Total                          | 73 867  | 100,00 / 100,00 |       |
| Eleitorado/Participação | Eleitorado/Participação        | 123 390 | 59,86 / 100,00  | 2,66  |

| Partido                              | %     | %     | %     | %     | %    | %    | Votantes |
| Partido                              | PS    | PÀF   | BE    | CDU   | PAN  | PCTP | Votantes |
| ------------------------------------ | ----- | ----- | ----- | ----- | ---- | ---- | -------- |
| Odivelas                             | 35,80 | 32,36 | 11,27 | 9,05  | 2,09 | 0,94 | 30 496   |
| Pontinha e Famões                    | 37,37 | 28,61 | 11,50 | 10,59 | 2,03 | 1,37 | 17 101   |
| Póvoa de Santo Adrião e Olival Basto | 37,39 | 29,52 | 11,31 | 11,13 | 1,78 | 0,98 | 8 995    |
| Ramada e Caneças                     | 33,36 | 32,94 | 12,31 | 9,77  | 2,07 | 1,04 | 17 275   |
| Odivelas                             | 35,79 | 31,28 | 11,57 | 9,83  | 2,03 | 1,07 | 73 867   |

### Oeiras
| Partido                 | Partido                        | Votos   | %               | +/-   |
| ----------------------- | ------------------------------ | ------- | --------------- | ----- |
|                         | Portugal à Frente              | 36 076  | 38,50 / 100,00  | 15,06 |
|                         | Partido Socialista             | 30 183  | 32,21 / 100,00  | 7,97  |
|                         | Bloco de Esquerda              | 10 010  | 10,68 / 100,00  | 4,93  |
|                         | Coligação Democrática Unitária | 7 154   | 7,63 / 100,00   | 0,02  |
|                         | Pessoas–Animais–Natureza       | 2 041   | 2,18 / 100,00   | 0,60  |
|                         | LIVRE/Tempo de Avançar         | 1 519   | 1,62 / 100,00   | Novo  |
|                         | Outros                         | 3 504   | 3,74 / 100,00   |       |
| Votos Inválidos         | Votos Inválidos                | 3 222   | 3,44 / 100,00   | 0,68  |
| Total                   | Total                          | 93 709  | 100,00 / 100,00 |       |
| Eleitorado/Participação | Eleitorado/Participação        | 145 197 | 64,54 / 100,00  | 1,74  |

| Freguesia                                      | %     | %     | %     | %     | %    | %    | Votantes |
| Freguesia                                      | PÀF   | PS    | BE    | CDU   | PAN  | L    | Votantes |
| ---------------------------------------------- | ----- | ----- | ----- | ----- | ---- | ---- | -------- |
| Algés, Linda-a-Velha e Cruz Quebrada - Dafundo | 40,18 | 32,92 | 9,59  | 7,36  | 1,98 | 1,71 | 26 867   |
| Barcarena                                      | 34,32 | 30,66 | 12,59 | 10,29 | 2,38 | 1,23 | 7 649    |
| Carnaxide e Queijas                            | 36,59 | 33,19 | 10,50 | 8,28  | 2,06 | 1,61 | 19 424   |
| Oeiras e São Julião da Barra                   | 41,30 | 30,49 | 10,74 | 6,53  | 2,33 | 1,70 | 32 483   |
| Porto Salvo                                    | 29,29 | 36,25 | 12,92 | 9,04  | 2,32 | 1,39 | 7 286    |
| Oeiras                                         | 38,50 | 32,21 | 10,68 | 7,63  | 2,18 | 1,62 | 93 709   |

### Sintra
| Partido                 | Partido                         | Votos   | %               | +/-   |
| ----------------------- | ------------------------------- | ------- | --------------- | ----- |
|                         | Partido Socialista              | 57 555  | 33,18 / 100,00  | 4,60  |
|                         | Portugal à Frente               | 56 298  | 32,45 / 100,00  | 13,50 |
|                         | Bloco de Esquerda               | 22 100  | 12,74 / 100,00  | 6,46  |
|                         | Coligação Democrática Unitária  | 17 123  | 9,87 / 100,00   | 0,52  |
|                         | Pessoas–Animais–Natureza        | 4 009   | 2,31 / 100,00   | 0,76  |
|                         | Partido Democrático Republicano | 1 772   | 1,02 / 100,00   | Novo  |
|                         | PCTP/MRPP                       | 1 753   | 1,01 / 100,00   | 0,23  |
|                         | Outros                          | 6 794   | 3,92 / 100,00   |       |
| Votos Inválidos         | Votos Inválidos                 | 6 073   | 3,50 / 100,00   | 0,61  |
| Total                   | Total                           | 173 477 | 100,00 / 100,00 |       |
| Eleitorado/Participação | Eleitorado/Participação         | 306 372 | 56,62 / 100,00  | 2,94  |

| Freguesia                                     | %     | %     | %     | %     | %    | %    | %    | Votantes |
| Freguesia                                     | PS    | PÀF   | BE    | CDU   | PAN  | PDR  | PCTP | Votantes |
| --------------------------------------------- | ----- | ----- | ----- | ----- | ---- | ---- | ---- | -------- |
| Agualva e Mira-Sintra                         | 36,92 | 28,86 | 12,37 | 10,59 | 2,25 | 1,13 | 0,95 | 18 839   |
| Algueirão - Mem Martins                       | 32,55 | 31,59 | 13,53 | 10,13 | 2,57 | 1,00 | 1,04 | 28 803   |
| Almargem do Bispo, Pero Pinheiro e Montelavar | 30,76 | 37,53 | 10,71 | 9,92  | 1,81 | 0,96 | 1,01 | 8 406    |
| Cacém e São Marcos                            | 34,28 | 27,38 | 14,74 | 11,15 | 2,88 | 1,11 | 1,06 | 15 988   |
| Casal de Cambra                               | 33,59 | 31,51 | 11,40 | 10,08 | 2,01 | 1,62 | 1,32 | 5 386    |
| Colares                                       | 27,93 | 43,47 | 10,76 | 6,77  | 1,99 | 1,12 | 0,64 | 3 913    |
| Massamá e Monte Abraão                        | 35,06 | 32,39 | 12,29 | 9,61  | 2,07 | 0,89 | 0,85 | 23 769   |
| Queluz e Belas                                | 34,54 | 30,41 | 12,98 | 10,71 | 2,13 | 0,93 | 1,00 | 23 996   |
| Rio de Mouro                                  | 32,30 | 30,72 | 13,89 | 10,69 | 2,56 | 0,97 | 1,12 | 21 151   |
| São João das Lampas e Terrugem                | 28,82 | 40,21 | 10,80 | 6,89  | 2,37 | 1,18 | 1,41 | 8 066    |
| Sintra                                        | 29,54 | 40,21 | 11,46 | 7,34  | 2,05 | 0,96 | 0,86 | 15 160   |
| Sintra                                        | 33,18 | 32,45 | 12,74 | 9,87  | 2,31 | 1,02 | 1,01 | 173 477  |

### Sobral de Monte Agraço
| Partido                 | Partido                        | Votos | %               | +/-   |
| ----------------------- | ------------------------------ | ----- | --------------- | ----- |
|                         | Partido Socialista             | 1 511 | 30,94 / 100,00  | 3,16  |
|                         | Portugal à Frente              | 1 430 | 29,29 / 100,00  | 11,21 |
|                         | Coligação Democrática Unitária | 909   | 18,62 / 100,00  | 3,01  |
|                         | Bloco de Esquerda              | 495   | 10,14 / 100,00  | 4,89  |
|                         | PCTP/MRPP                      | 99    | 2,03 / 100,00   | 0,11  |
|                         | Pessoas–Animais–Natureza       | 68    | 1,39 / 100,00   | 0,35  |
|                         | Outros                         | 199   | 4,07 / 100,00   |       |
| Votos Inválidos         | Votos Inválidos                | 172   | 3,52 / 100,00   | 1,00  |
| Total                   | Total                          | 4 883 | 100,00 / 100,00 |       |
| Eleitorado/Participação | Eleitorado/Participação        | 8 140 | 59,99 / 100,00  | 0,38  |

| Freguesia              | %     | %     | %     | %     | %    | %    | Votantes |
| Freguesia              | PS    | PÀF   | CDU   | BE    | PCTP | PAN  | Votantes |
| ---------------------- | ----- | ----- | ----- | ----- | ---- | ---- | -------- |
| Santo Quintino         | 32,52 | 27,15 | 20,80 | 8,67  | 2,31 | 1,44 | 1 731    |
| Sapataria              | 30,34 | 29,19 | 15,85 | 11,85 | 2,28 | 1,36 | 1 401    |
| Sobral de Monte Agraço | 29,87 | 31,47 | 18,68 | 10,22 | 1,54 | 1,37 | 1 751    |
| Sobral de Monte Agraço | 30,94 | 29,29 | 18,62 | 10,14 | 2,03 | 1,39 | 4 883    |

### Torres Vedras
| Partido                 | Partido                        | Votos  | %               | +/-   |
| ----------------------- | ------------------------------ | ------ | --------------- | ----- |
|                         | Portugal à Frente              | 15 936 | 39,92 / 100,00  | 11,76 |
|                         | Partido Socialista             | 11 937 | 29,90 / 100,00  | 5,61  |
|                         | Bloco de Esquerda              | 4 115  | 10,31 / 100,00  | 4,84  |
|                         | Coligação Democrática Unitária | 3 449  | 8,64 / 100,00   | 0,36  |
|                         | Pessoas–Animais–Natureza       | 568    | 1,42 / 100,00   | 0,21  |
|                         | PCTP/MRPP                      | 473    | 1,18 / 100,00   | 0,24  |
|                         | Outros                         | 1 710  | 4,29 / 100,00   |       |
| Votos Inválidos         | Votos Inválidos                | 1 733  | 4,34 / 100,00   | 0,45  |
| Total                   | Total                          | 39 921 | 100,00 / 100,00 |       |
| Eleitorado/Participação | Eleitorado/Participação        | 67 271 | 59,34 / 100,00  | 2,75  |

| Freguesia                         | %     | %     | %     | %     | %    | %    | Votantes |
| Freguesia                         | PÀF   | PS    | BE    | CDU   | PAN  | PCTP | Votantes |
| --------------------------------- | ----- | ----- | ----- | ----- | ---- | ---- | -------- |
| A dos Cunhados e Maceira          | 45,46 | 25,00 | 10,28 | 6,87  | 1,36 | 1,46 | 5 077    |
| Campelos e Outeiro da Cabeça      | 51,83 | 24,69 | 8,34  | 5,71  | 0,91 | 1,26 | 1 750    |
| Carvoeira e Carmões               | 30,07 | 33,41 | 11,30 | 15,27 | 1,91 | 1,99 | 1 257    |
| Dois Portos e Runa                | 29,87 | 32,95 | 11,01 | 15,23 | 1,54 | 1,28 | 1 490    |
| Freiria                           | 51,76 | 24,80 | 8,16  | 3,76  | 1,12 | 0,64 | 1 250    |
| Maxial e Monte Redondo            | 30,78 | 40,43 | 9,01  | 10,18 | 1,05 | 1,52 | 1 709    |
| Ponte do Rol                      | 39,63 | 33,22 | 9,58  | 5,91  | 1,33 | 0,67 | 1 201    |
| Ramalhal                          | 33,58 | 30,86 | 10,48 | 11,10 | 1,19 | 1,93 | 1 766    |
| Santa Maria, São Pedro e Matacães | 36,85 | 30,38 | 11,31 | 10,42 | 1,55 | 1,05 | 13 377   |
| São Pedro da Cadeira              | 41,45 | 32,15 | 8,68  | 5,66  | 1,89 | 1,09 | 2 386    |
| Silveira                          | 45,28 | 26,44 | 10,88 | 6,00  | 1,67 | 0,82 | 4 384    |
| Turcifal                          | 33,13 | 36,27 | 10,43 | 9,07  | 1,23 | 1,48 | 1 621    |
| Ventosa                           | 45,80 | 30,23 | 8,25  | 5,80  | 0,83 | 1,13 | 2 653    |
| Torres Vedras                     | 39,92 | 29,90 | 10,31 | 8,64  | 1,42 | 1,18 | 39 921   |

### Vila Franca de Xira
| Partido                 | Partido                        | Votos   | %               | +/-   |
| ----------------------- | ------------------------------ | ------- | --------------- | ----- |
|                         | Partido Socialista             | 23 577  | 34,38 / 100,00  | 4,03  |
|                         | Portugal à Frente              | 16 493  | 24,05 / 100,00  | 12,02 |
|                         | Coligação Democrática Unitária | 11 800  | 17,20 / 100,00  | 0,39  |
|                         | Bloco de Esquerda              | 9 299   | 13,56 / 100,00  | 6,80  |
|                         | Pessoas–Animais–Natureza       | 1 284   | 1,87 / 100,00   | 0,54  |
|                         | PCTP/MRPP                      | 886     | 1,29 / 100,00   | 0,31  |
|                         | Outros                         | 3 010   | 4,38 / 100,00   |       |
| Votos Inválidos         | Votos Inválidos                | 2 238   | 3,26 / 100,00   | 1,02  |
| Total                   | Total                          | 68 587  | 100,00 / 100,00 |       |
| Eleitorado/Participação | Eleitorado/Participação        | 110 759 | 61,92 / 100,00  | 0,27  |

| Freguesia                                  | %     | %     | %     | %     | %    | %    | Votantes |
| Freguesia                                  | PS    | PÀF   | CDU   | BE    | PAN  | PCTP | Votantes |
| ------------------------------------------ | ----- | ----- | ----- | ----- | ---- | ---- | -------- |
| Alhandra, Calhandriz e São João dos Montes | 32,86 | 20,97 | 22,45 | 13,32 | 1,77 | 1,53 | 6 734    |
| Alverca do Ribatejo e Sobralinho           | 35,93 | 22,66 | 17,14 | 13,44 | 1,90 | 1,22 | 18 446   |
| Castanheira do Ribatejo e Cachoeiras       | 35,97 | 21,26 | 20,52 | 12,26 | 1,14 | 1,75 | 3 767    |
| Póvoa de Santa Iria e Forte da Casa        | 33,55 | 26,35 | 13,73 | 14,52 | 2,40 | 1,14 | 20 785   |
| Vialonga                                   | 32,92 | 21,69 | 20,16 | 14,50 | 1,68 | 1,50 | 9 772    |
| Vila Franca de Xira                        | 35,12 | 27,57 | 16,84 | 11,28 | 1,21 | 1,19 | 9 083    |
| Vila Franca de Xira                        | 34,38 | 24,05 | 17,20 | 13,56 | 1,87 | 1,29 | 68 587   |